# 陳卓光
陳卓光（英語：Denny Chin，1954年4月13日—），是現任美國聯邦法官，曾經審理伯納德·馬多夫、美國家政女王瑪莎·史都華等大案而著名。
陳卓光2歲時隨父母由香港移民美國。曾修讀普林斯頓大學和福坦莫大学法学院，任職律師樓和檢察官。1994年獲克林頓委任為終身制聯邦法官。陳卓光的父親陳伯羨是至孝篤親公所前主席及活躍會員。未當美國聯邦法官之前，陳卓光常與父親陳伯羨參與僑社活動。 
2009年10月獲奧巴馬提名任第二巡迴上訴法院法官。2010年4月22日獲參議院以98對零票確認。

## 家庭
陳卓光已婚，太太在一家律師樓工作。他們育有3個兒子。

## 外部參考
- 美國聯邦法官陳卓光 （页面存档备份，存于）